# Counter-Strike 2
Counter-Strike 2 est un jeu vidéo de tir à la première personne multijoueur en ligne développé et édité par Valve, sorti sur Windows et Linux le 27 septembre 2023. Il remplace Counter-Strike: Global Offensive sorti en 2012.

## Développement
Counter-Strike 2 est annoncé le 23 mars 2023 pour l'été 2023. Il sort finalement le 27 septembre 2023 sans avoir eu de campagne promotionnelle,.
Contrairement à Counter-Strike: Global Offensive, Counter-Strike 2 utilise la version 2 du moteur Source qui permet un rendu plus réaliste que le titre précédent,. Avec l'annonce de la bêta, Valve a publié un aperçu des mécaniques de jeu modifiées, comme la fumée dynamique des grenades fumigènes, les éclaboussures de sang dynamiques ou encore un système dit de "Subtick", un nouveau système de serveur "sans tick" censé accélérer la reconnaissance des entrées pour l'envoi et la réception des informations par les serveurs. Toutes les textures d'armes, de skins (cosmétiques en français) et de cartes ont été améliorées. Les sons ont également été retravaillés et sont maintenant plus facilement localisables.

## Gameplay
Counter-Strike 2 est un jeu vidéo de tir tactique dans lequel s'affrontent deux équipes, les Terroristes et les Anti-Terroristes. Chaque camp doit accomplir des objectifs qui lui sont propres dans divers modes de jeux. Au début de chaque partie, les joueurs sont séparés dans chacune des équipes.

### Modes de jeu
Le jeu possède 3 modes de jeu principaux : Premier, Compétitif et Wingman. Dans chacun de ces modes de jeu, les 2 équipes doivent accomplir des objectifs propres à chacune. 
Le mode Compétitif se joue à 5 contre 5 et est lui-même scindé en 2 scénarios : Libération d'otage et Désamorçage. Dans le premier, l'équipe des Anti-Terroristes doit libérer un des 2 otages des mains de l'équipe Terroriste ou éliminer celle-ci, tandis que les Terroristes doivent les en empêcher en faisant écouler le temps ou en éliminant tous les Anti-Terroristes. Dans le second, l'équipe Terroriste doit planter une bombe (ou explosif C-4) dans l'un des 2 points stratégiques de la carte ou éliminer l'équipe ennemie, tandis que les Anti-Terroristes doivent les en empêcher en les éliminant ou en faisant écouler le temps. Dans le cas où la bombe est amorcée par l'équipe Terroriste, celle-ci doit la protéger pendant 40 secondes pour la faire exploser, tandis que leurs adversaires doivent essayer de la désamorcer. La partie se joue sur un maximum de 24 manches ; une égalité est prononcée si les 2 équipes arrivent à 12 manches gagnées. La sélection de cartes s'effectue avant de chercher une partie. Le mode de jeu Compétitif donne un rang au joueur différent pour chacune des cartes disponibles dans celui-ci.
Le mode de jeu Premiere fonctionne comme le mode Compétitif mais uniquement dans le scénario de Désamorçage. La différence entre les 2 modes de jeu se trouve au niveau des cartes disponibles, dans son système de classement et dans sa gestion de l'égalité. Les cartes disponibles dans le mode Premiere sont uniquement des cartes à scénario Désamorçage et qui sont dans la rotation active des cartes (active duty map pool). Un vote est organisé entre les joueurs pour savoir quelle carte sera jouée ainsi que pour savoir dans quelle équipe les joueurs commenceront. Le classement du mode Premiere se base sur un système élo qui peuvent se gagner et se perdre à chaque partie en fonction de sa victoire ou défaite. En cas d'égalité, 6 manches sont ajoutées pour essayer d'arracher la victoire. Si les 2 équipes se retrouvent à nouveau à égalité, la partie s'arrête.
Le mode de jeu Wingman se joue à 2 contre 2, lui aussi dans un scénario de Désamorçage, avec des cartes plus petites et ne contenant qu'un seul site pour amorcer la bombe. Les parties sont aussi plus courtes, ne comptant qu'au maximum 16 manches. Les cartes de ce mode de jeu sont soit des cartes uniques, soit des versions réduites des cartes des 2 modes de jeu précédents. Le système de classement fonctionne de la même façon que celui du mode Compétitif mais le rang acquis est global et ne s'applique pas qu'à une seule carte.

## Accueil

### Revenus
Selon des rapports d'Eurogamer et Dot Esports, Counter-Strike 2 a généré un revenu estimé à 1 milliard de dollars américains grâce à la vente de caisses et de clés en 2023, avec un total de plus de 400 millions de caisses ouvertes au cours de cette année,.